# Tempo (roman)
Pour les articles homonymes, voir Tempo (homonymie).
Tempo est un roman de Camille Bourniquel paru en 1977 aux éditions Julliard et ayant reçu le Grand prix du roman de l'Académie française la même année.

## Éditions
- Tempo, éditions Julliard, 1977  (ISBN 2-260-00090-8), rééd. 1998  (ISBN 978-2260000907).
- Tempo, librairie Jules Tallandier, 1977  (ISBN 2-235-00337-0).
- Tempo, Presses Pocket no 1729, 1979  (ISBN 2-266-00685-1).